# جان بیسبی
جان بیسبی (انگلیسی: John Bisby; ۴ دسامبر ۱۸۷۶ – ۱۹۴۵ (۶۸−۶۹ سال)) بازیکن فوتبال بود.
از باشگاه‌هایی که در آن بازی کرده‌است می‌توان به باشگاه فوتبال گریمزبی تاون اشاره کرد.